# Maxstadt
Maxstadt (Maxstadt, del alto alemán medieval Μacho (un patronímico) y Statt (ciudad) es una comuna del departamento de Mosela, en la región de Lorena, en Francia. Ubicada en el noreste de Francia, es un pequeño pueblo cercano a la frontera con Alemania. 
Aunque se desconoce el origen y fecha de su fundación, los vestigios más antiguos hallados en excavaciones arqueológicas son las ruinas de una decena de villas romanas. La primera referencia escrita que habla del lugar se remonta al año 821.

## Demografía
| 265 | 259 | 265 | 269 | 264 | 252 |
| Para los censos de 1962 a 1999 la población legal corresponde a la población sin duplicidades (Fuente: INSEE [Consultar]) |     |     |     |     |     |

Según el último censo de 2009, hay 320 habitantes en el municipio. En 2011 hubo dos nacimientos. El fuerte crecimiento demográfico de la última década se debe a la urbanización de un nuevo barrio y a la llegada de un inmigrante español.
Según un censo de 1885, Maxstadt tenía 363 habitantes.

## Escudo
El escudo de armas de Maxstadt se blasona en la siguiente forma: partido en azur un báculo obispal en oro y gules con el báculo en plata, con bordura igualmente en plata. Recuerda a las tres abadías que habían poseído bienes en Maxstadt, la abadía de Saint-Pierre de Metz, la abadía de Sainte-Grossinde de Metz y la abadía de Saint-Avold.

## Arquitectura
- Casa del siglo XVIII.

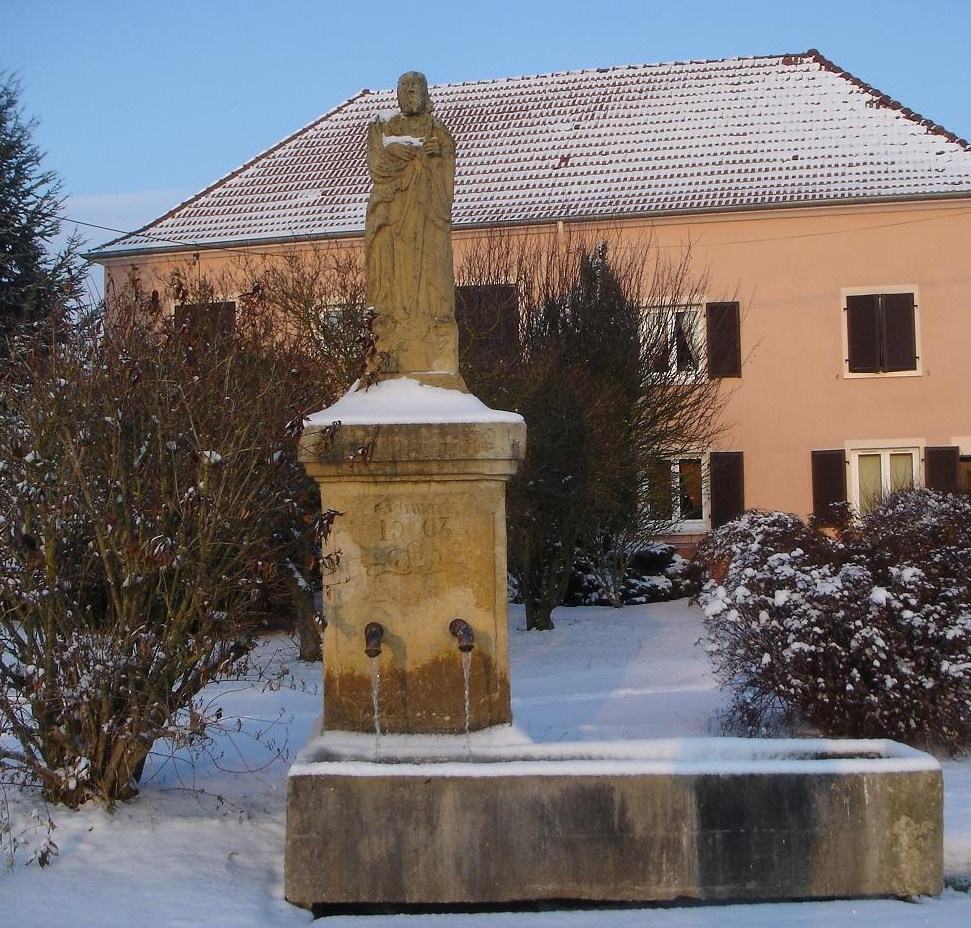
Fuente de Santiago, patrón de Maxstadt.

- Fuente de Santiago, con el escudo de armas del ducado de Barrois.Fuente de Santiago, patrón de Maxstadt.Reconstruida en 1903 por el alcalde de Maxstadt Schwartz.
- Elementos de la Línea Maginot: decenas de búnkeres.
- Iglesia de Santiago, destruida parcialmente en 1940 por los alemanes durante la Segunda Guerra Mundial y reemplazada por una iglesia moderna. La iglesia sobrevivió a casi todo el conflicto y los alemanes se sirvieron de ella para montar un puesto de radio en el campanario. Durante la liberación de 1944, el ejército estadounidense voló la iglesia temiendo que hubiera soldados enemigos dentro. La iglesia está dedicada a Satiago el Mayor, patrón de Maxstadt. Fue reconstruida en 1956 en estilo moderno. La empresa Schouler de Saint Avold se encargó de las vidrieras.
- Capilla de Santa Odilia. Data de 1722. A destacar el altar y algunas estatuas. Expropiada durante la Revolución. Restaurada por voluntarios del pueblo entre 1996 y 2004.

## Viviendas y túmulos prehistóricos
Muy comunes en la región de Lorena y en el centro de Europa, se trata de excavaciones aproximadamente redondas, en forma de cono, que proporcionaban alojamiento en la prehistoria y se usaban todavía cuando llegaron los romanos. En francés se conocen como "mares" o "mardelles". Su profundidad es normalmente entre 2 y 10 metros y el diámetro entre 4 y 40 metros. El suelo era permeable y con la tierra excavada se hacían paredes rudimentarias, reforzadas con troncoles de árboles apoyados los unos contra los otros y recubiertos con paja. El tejado era cónico e inclinado para que la lluvia deslizara sin problemas.
Las viviendas prehistóricas de Maxstadt se encuentran junto al término municipal de Altrippe, en el bosque de Wiedenbruch. El sacerdote Colbus las exploró en 1901 y encontró troncos quemados de árboles, estacas talladas, restos de cerámica, cuero y restos de materiales de tinte. Colbus publicó el resultado de la exploración en el «Bulletin de la Société préhistorique française». Son relativamente pequeñas, se cree que su altura era aproximadamente de 2,40 metros y el diámetro de unos 10 metros. Tienen la particularidad que son las únicas en las que se han encontrado piezas calizas azules.
En 1903, el Dr. Wichmann encontró un utensilio de pesca. Se cree que los habitantes iban a pescar a un pequeño lago situado en Maxstadt, a 3 km, que ya no existe en la actualidad. Wichmann descubrió 11 túmulos alrededor de las viviendas excavadas, así como en Biding y Barst. Descripción de uno de los túmulos de Altrippe: 28 m de diámetro, 1,20 m de altura, de una tierra amarillenta y con restos de carbón y cenizas en el interior, lo que indica que se quemaba el cadáver una vez enterrado. En cada túmulo parece haber numerosas tumbas, se encontraron restos de dentaduras, piedras de sílex talladas restos de dentaduras y restos de herramientas de bronce.

## Ruinas romanas
Maxstadt contaba con una gran presencia romana, más incluso que los municipios de los alrededores. El sacerdote y arqueólogo Colbus, siguiendo las indicaciones de Huber, descubrió una vía romana que llega hasta Henriville pasando por Barst. También encontró diversos restos de al menos 10 villas y algunas monedas. Colbus exploró superficialmente dos de ellas, pero no publicó ninguna nota sobre los hallazgos.
Una vía romana (Diverticulum?) que se dirige a Herschweiler (Alemania), pasando por Barst.
Hacia 1860 se encontró en el bosque entre Maxstadt y Barst una moneda con el nombre de Verotal, jefe de la tribu los pictones, pueblo galo de la región.

## Historia
Los orígenes de Maxstadt se remontan a la época galorromana, habiéndose localizado en el territorio del municipio vestigios de una decena de villas romanas. A falta de un estudio más profundo, el abad Colbus exploró superficialmente las ruinas, aunque no se ha publicado ningún informe sobre los resultados de estas exploraciones.
La primera referencia escrita a la aldea data del 821. En este tiempo Maxstadt pertenecía a la abadía de Santa Glossinde de Metz, como se desprende de una carta de donación del emperador Ludovico Pío del año 821 y de una carta de confirmación del rey de Alemania Luis el Germánico en el 875; la abadía conservó tierras y derechos en estas poblaciones hasta la Revolución francesa, poseyendo allí una granja y la mitad de los derechos señoriales.
En 1700 Maxstadt pertenecía al ducado de Lorena, como atestigua una curiosa acta de Maxstadt. «Cuando la comunidad vende una parte de sus bienes para la construcción, reparaciones u otras necesidades, los señores o sus beneficiarios reciben una tercera parte de lo obtenido, a pesar de que antiguamente los señores solo recibían la tercera parte del remanente tras satisfacer los gastos de la comunidad. Ver el decreto correspondiente del Parlamento de Nancy del 8 de marzo de 1700».
Otra acta nos arroja luz sobre otros derechos señoriales menos conocidos, en Maxstadt, «cuando muere un hombre, el señor del dominio tiene derecho de tomar un mueble de su propiedad».
Es de destacar que la aldea fue abandonada en 1629 durante la guerra de los Treinta Años y no se repobló hasta comienzos del siglo XVII.
Maxstadt cambió de manos varias veces durante la Edad Media y la Edad Moderna hasta que en 1766, junto con todo el ducado de Lorena, pasó a formar parte de Francia.
Durante la Revolución francesa se vieron obligados a escapar los siguientes habitantes para escapar del totalitarismo revolucionario: Pierre Finet, ex húsar del regimiento de Lauzun, sospechoso de deserción; Nicolas Schmit, cura de Maxstadt y Jean-Baptiste-Alphonse de Humbert, propietario.
Entre 1871 y 1918, casi todo el departamento de la Mosela, Maxstadt incluida, pasó a formar parte del Imperio alemán.
Durante la Primera Guerra Mundial, el municipio no sufrió daños durante la guerra.
La electricidad llegó en 1930.
Durante la Segunda Guerra Mundial, la población de la localidad fue evacuada hacia el departamento de Charente, concretamente a Mainxe-Jarnac, el 1 de septiembre de 1939. Los habitantes fueron avisados tan solo unas pocas horas y su equipaje estaba limitado a 30 kg por persona. 
Los soldados franceses pronto saquearon los bienes de las casas. Un habitante de Maxstadt que no fue evacuado a Charente porque trabajaba en la construcción de la vía férrea, acompañó a su familia hasta Leling, a 7 km de Maxstadt. Cuando volvió, se encontró a los soldados encargados de dirigir la evacuación borrachos, bebiendo el vino de la bodega de una casa. Un familiar de un vecino de Maxstadt que visitó el pueblo alrededor del 15 de septiembre de 1939, tan solo 15 días después de la evacuación, contó que ya no había muebles en la casa de su familia.
Maxstadt fue ocupada por las tropas alemanas de la Wehrmacht el 14 de junio de 1940. Al poco tiempo, los moselanos y alsacianos pronto fueron invitados a volver a sus hogares. Al volver, según el maxstadiano René Schwartz, en la estación de tren limítrofe con Mosela, los habitantes tenían que firmar un documento (Volksgemeinschaft), por el que renunciaban a su nacionalidad y adquirían la nacionalidad alemana. Si se negaban, no podían volver a sus hogares y debían volver a Francia. Por tanto, la gran mayoría firmó y se convirtieron en ciudadanos del Tercer Reich. Cuando finalmente llegaron a Maxstadt, casi todos encontraron sus casas saqueadas y muchas completamente destruidas y las bestias del campo habían desaparecido.
Los maxstadianos varones en edad apta para el ejército fueron invitados inicialmente a unirse al ejército alemán. Posteriormente y a medida que los alemanes iban perdiendo la guerra, los jóvenes fueron reclutados a la fuerza. Cinco habitantes del pueblo fueron alistados en las fuerzas alemanas: todos fallecieron. Doce jóvenes llamados a alistarse decidieron esconderse en los sótanos y en los bosques cercanos: todos ellos sobrevivieron. Bombardeada por los alemanes entre el 11 y el 14 de mayo de 1940 y por el ejército norteamericano entre el 18 y el 27 de noviembre de 1944, 50 casas fueron destruidas completamente por los bombardeos. Algunas casas, como la de los señores Kinosky de la rue de Laning (Rottegass), fueron bombardeadas por ambos bandos. El 27 de noviembre de 1944 Maxstadt fue liberada por soldados del Ejército estadounidense, 317 RI y carros de la 6º DB, provenientes de Altrippe. Al igual que en el resto de la región germanohablante, los liberadores no se fiaron inicialmente de los liberados y mantuvieron recluidos a los varones jóvenes en los sótanos en los que se habían escondido. Durante la liberación, un soldado estadounidense disparó accidentalmente a una vaca al oír un ruido en una granja.
En la actualidad Maxstadt es un pueblo orgulloso de su herencia germánica y aprovecha las oportunidades que le ofrece. Por ejemplo, un porcentaje significativo de los habitantes del municipio trabajan en el Sarre. También hay residentes de nacionalidad alemana y un español viviendo en Maxstadt.

## Fiestas
La fiesta tradicionalmente más importante hasta mediados del siglo XX era el día de Santa Odilia. Multitud de peregrinos acudían de los alrededores.
Hasta la primera mitad del siglo XX se celebraba también el día de San Maximiliano, 13 de octubre (obsérvese la semejanza entre Maximiliano y Maxstadt). Según la costumbre local todo el trabajo del campo debía estar listo para este día. Recientemente se comenzó a festejar el último domingo de julio, con ocasión de la onomástica de Santiago, patrón de Maxstadt. Actualmente se celebra cada dos años la fête du battage (fiesta de la trilla), conocida en toda región. 

## Flora
El bosque de Maxstadt ocupa una superficie de 80 ha y está gestionado por la Oficina Nacional de Bosques. Dotée d'un aménagement de consersion en futaie régulière de chênes 62%, hêtres 12%, feuillus précieux 7%, épicéas 3% et charmes 16%.